# Karl Borinski
Karl Borinski (geboren 11. Juni 1861 in Kattowitz, Preußen; gestorben 12. Januar 1922 in München) war ein deutscher Germanist und Literaturhistoriker.

## Leben
Karl Borinski wurde im zu Preußen gehörenden Kreis Beuthen als Sohn des jüdischen Kaufmanns Ludwig Borinski geboren. Nach dem Schulbesuch in Kattowitz begann Borinski ein Studium der Germanistik und Geschichte an der Friedrich-Wilhelms-Universität in Berlin u. a. bei Wilhelm Scherer, Karl Müllenhoff, Heinrich von Treitschke und Gustav Droysen. 1881 wechselte er zur Ludwig-Maximilians-Universität in München. Im darauffolgenden Jahr konvertierte Borinski zum Christentum.
Im Jahre 1883 promovierte er bei Michael Bernays, über „Die Kunstlehre der Renaissance“. 1894 habilitierte sich Borinski über „Die Hofdichtung des 17. Jahrhunderts“, woraufhin er an der Ludwig-Maximilians-Universität zuerst als Privatdozent lehrte und ab 1905 schließlich als außerordentlicher Professor für Neuere Literaturgeschichte. 1910 wurde sein Sohn Ludwig Borinski geboren. Seit 1917 war er außerordentliches Mitglied der Bayerischen Akademie der Wissenschaften. Zu seinen Schülern zählen Richard Benz, Ernst Jaeckh und Richard Newald.

## Forschung und Werk
Neben der gesamten deutschen Literaturgeschichte zählten zu Borinskis Schwerpunkten die Poetik, Ästhetik und auch linguistische Aspekte der Literatur.
Besondere Aufmerksamkeit widmete er dem Schaffen von Gotthold Ephraim Lessing. Borinski arbeitete mit an der vollständigen, von Julius Petersen und Waldemar von Olshausen herausgegebenen Lessingschen Werkausgabe, und edierte zusammen mit Alfred Schöne den 17. Band.
1921 erschien Borinskis zweibändiges Werk über die „Geschichte der deutschen Literatur“, wobei sich der erste Band der Darstellung von den frühesten Anfängen der germanischen Vorzeit bis zum 18. Jahrhundert widmete, und der zweite Band der Zeit vom Sturm und Drang bis in die damalige Gegenwart.

## Hauptwerke
- Die Poetik der Renaissance und die Anfänge der litterarischen Kritik in Deutschland, 1886
- Deutsche Poetik, 1895 (Digitalisat und Volltext im Deutschen Textarchiv), 4. Auflage 1916
- Das Theater. Sein Wesen, seine Geschichte, seine Meister. Verlag von B. G. Teubner, Leipzig 1899.
- Lessing, 2 Bände, 1900
- Die Antike in Poetik und Kunsttheorie vom Ausgang des klassischen Altertums bis auf Goethe und Wilhelm von Humboldt. 2 Bände. Band 1: Mittelalter, Renaissance, Barock. Leipzig 1914 (= Das Erbe der Alten. Band 9); Band 2, herausgegeben von Richard Newald, ebenda 1924; Neudruck Darmstadt 1965.
- Geschichte der deutschen Literatur, 2 Bände, 1921